# Finnick Odair
Finnick Odair est un personnage de fiction de la trilogie Hunger Games rédigée par Suzanne Collins. Il est interprété par Sam Claflin dans les films.

## Histoire du personnage
Finnick naît dans le District 4, dont l'industrie est la pêche. C'est pourquoi il sait utiliser filets et tridents, mais aussi nager et identifier des fruits de mer comestibles. Ces talents vont se révéler très utiles lorsqu'il devra retourner dans l'arène pour participer à l'édition de la 3e Expiation avec Katniss Everdeen et Peeta Mellark; alors qu'il a déjà remporté les 65es Hunger Games à l'âge de 14 ans.

### Tome 2:L'Embrasement
C'est seulement dans le tome 2 qu'on fait la connaissance de Finnick, âgé alors de vingt-quatre ans. Il est décrit comme un très beau et grand jeune homme avec une peau bronzée, les cheveux en bronze, et de superbes yeux vert de mer. Cela lui a d'ailleurs valu une grande popularité auprès des gens du Capitole lors des 65èmes Hunger Games, où il a été tiré au sort pour participer. Il n'avait alors que 14 ans, ce qui ne va pas l’empêcher pour autant de les remporter grâce à un trident et un filet. Ce trident est, remarque Katniss, sans doute le cadeau le plus cher jamais offert dans les jeux.  Il est connu pour avoir beaucoup d'amantes dans le Capitole mais aucune d'entre elles ne reste avec lui pour longtemps.
Lors de la Troisième Expiation, il sera choisi par Haymitch pour servir d'allié à Katniss, qui voulait pourtant ne pas avoir affaire à lui, car elle jugeait qu'il n'était pas digne de confiance et trop superficiel. Elle changera vite d'avis lorsqu'il réanimera Peeta, dont le cœur s'est arrêté quand il s'est heurté à un champ de force, en lui faisant un massage cardiaque, ou encore quand il aidera Peeta encore une fois à échapper au brouillard toxique (au détriment de sa vieille mentor Mags, pourtant l'une des personnes les plus chères à ses yeux, et qui mourra empoisonnée dans ce même brouillard). Par la suite Katniss et lui deviendront bons amis et plaisanteront ensemble. Il sera à ses côtés et sera celui qui la comprendra le mieux après sa sortie traumatisante de l'arène. 

### Tome 3:La Révolte
Dans le tome 3, c'est un tout autre Finnick que nous découvrirons. Il ne sera plus charmeur et on découvrira des facettes sombres de sa vie qu'on croyait alors plutôt correcte. Il commencera à être profondément triste voire à perdre la tête à cause de la séquestration d'Annie Cresta, son seul vrai amour, enfermée au Capitole. De même, on apprendra, lors d'un spot de propagande pour aider à la rébellion, que certains vainqueurs, parmi les plus désirables, se prostituaient sur ordre du Président Snow aux citoyens riches du Capitole; en cas de refus ce n'est pas eux que l'on punit, sous peine d'en faire des martyrs, mais leurs proches. C'est la raison pour laquelle on prenait Finnick pour un séducteur, alors qu'il essayait en fait de protéger Annie qui aurait été torturée ou tuée s'il refusait de se plier aux exigences du Capitole. Il révèle également des secrets politiques, notamment que le Président Snow a empoisonné ses adversaires pour accéder au pouvoir, contribuant ainsi considérablement à la rébellion des districts. Il retrouvera enfin Annie au district Treize et ils seront comblés de bonheur, multipliant les marques d'affection. Ils se marieront par la suite au district 13. Mais il sera tué par des mutants créés par le Capitole, lors d'une mission organisée par la rébellion ayant pour but de tuer le Président Snow. On apprendra ensuite qu'Annie et lui ont eu un fils qu'il n'a malheureusement jamais pu connaître.